# Harold June
Harold Irving June (1895-1962) fue un maquinista, aviador, piloto de pruebas y explorador polar estadounidense. Es conocido por su servicio entre 1928 y 1930 en la primera expedición antártica del almirante Richard E. Byrd. Sentado en el asiento del copiloto con tareas suplementarias de radio, voló con Byrd, el piloto Bernt Balchen y el fotógrafo Ashley McKinley sobre el Polo Sur el 29 de noviembre de 1929.

## Biografía
Nació en Stamford, Connecticut, el 12 de febrero de 1895. En 1908 se convirtió en aprendiz en una fábrica de maquinaria. Después de trabajar como reparador y vendedor, firmó en 1911, a los 16 años, para convertirse en ingeniero de máquinas de vapor en un ferry que servía a Prudence Island en la bahía de Narrangansett. Esto, a su vez, le dio las credenciales para ser contratado en 1911-1912 como maquinista de pleno derecho en Herreshoff Boatyard en Bristol, Rhode Island. Sirvió a su país en la Primera Guerra Mundial como maquinista jefe.

### Expedición antártica
Fue incluido en el grupo de exploradores del almirante Richard E. Byrd. El barco de exploración de Byrd llegó a la plataforma de hielo antártica el 25 de diciembre de 1928. El campamento base, llamado Little America, estuvo en funcionamiento en cuestión de semanas, y el primer vuelo en el avión de esquí despegó el 10 de enero de 1929. La expedición, bien equipada con suministros brindados por algunos de los principales magnates de los Estados Unidos, estaba ansiosa por explorar los sectores de la Antártida a nivel del mar que bordeaban la plataforma de hielo. Las Montañas Rockefeller fueron avistadas desde el aire el 27 de enero. El 8 de marzo, Balchen y el geólogo Larry Gould, a bordo del Fokker Universal de la expedición, volaron desde Little America para aterrizar lo más cerca posible del rango de Rockefeller para recolectar muestras geológicas.
Se suponía que Balchen, Gould y June recolectarían especímenes de la recién descubierta cadena montañosa helada y regresaran a la base, pero su avión no regresó y la comitiva de campo perdida mantuvo un siniestro silencio de radio. Después de diez días, el líder de la expedición Byrd voló en una misión de rescate en busca del trío perdido. El 18 de marzo los tres hombres fueron encontrados aferrándose a la vida dentro de una tienda de campaña destrozada al pie de la cordillera. Una serie de vuelos de rescate con un avión más pequeño, que comenzó el 18 de marzo y terminó el 22 del mismo mes, reunió lentamente a los tres hombres y los devolvió a salvo a Little America. Los restos destrozados del monoplano Fokker desaparecido se descubrieron a media milla (0,8 km) del amarre de tierra fallido.

### Últimos años
Después de regresar a los Estados Unidos, June sirvió como piloto de prueba con la Marina de los Estados Unidos y prestó sus servicios durante la Segunda Guerra Mundial. Después de la guerra fue piloto de pruebas jefe en la Estación Aérea Naval Alameda. June se retiró de la Marina en 1947 después de 30 años de servicio. Vivió el resto de su vida en su estado natal de Connecticut y murió en Windsor en 1962.